# Aigremoine élevée
Agrimonia procera
Espèce
Classification APG IV (2016)
L'Aigremoine élevée ou Aigremoine odorante (Agrimonia procera Wallr.) est une espèce de plantes à fleurs de la famille des Rosacées présente en Europe et en Afrique du Nord. Elle intéresse de plus en plus la communauté scientifique à cause de son contenu important en agrimoniine, un composé avec de nombreuses propriétés médicinales.

## Dénomination

### Nom scientifique retenu
Agrimonia procera Wallr., 1840.

### Noms vernaculaires
Aigremoine élevée, Aigremoine odorante,.

### Étymologie
Le nom Agrimonia dérive d’une déformation du nom grec « argemônê » qui est le nom d’un pavot. En latin, « argema » signifie « taie de l’œil » ou « ulcère de l’œil », ce qui est probablement dû au fait que les Aigremoines peuvent soigner ce type d’ulcère. Une autre origine du nom Agrimonia pourraient être les mots grecs « Agros » signifiant « le champ » et « Monas », « solitaire » en français.
Procera vient du latin « procerus » qui signifie élevé ou allongé. 

### Synonymes
- Agrimonia acutifolia Dumort., 1827
- Agrimonia eupatoria proles odorata sensu Rouy, 1900
- Agrimonia eupatoria subsp. odorata Bonnier & Layens, 1894
- Agrimonia eupatoria subsp. procera (Wallr.) Arrh. ex Fr., 1842
- Agrimonia leroyi Sennen, 1928
- Agrimonia odorata auct. non Mill., 1768
- Agrimonia odorata Mill., 1768
- Agrimonia repens auct. non L., 1759
- Agrimonia suaveolens Wallr., 1842[1]

## Caractéristiques

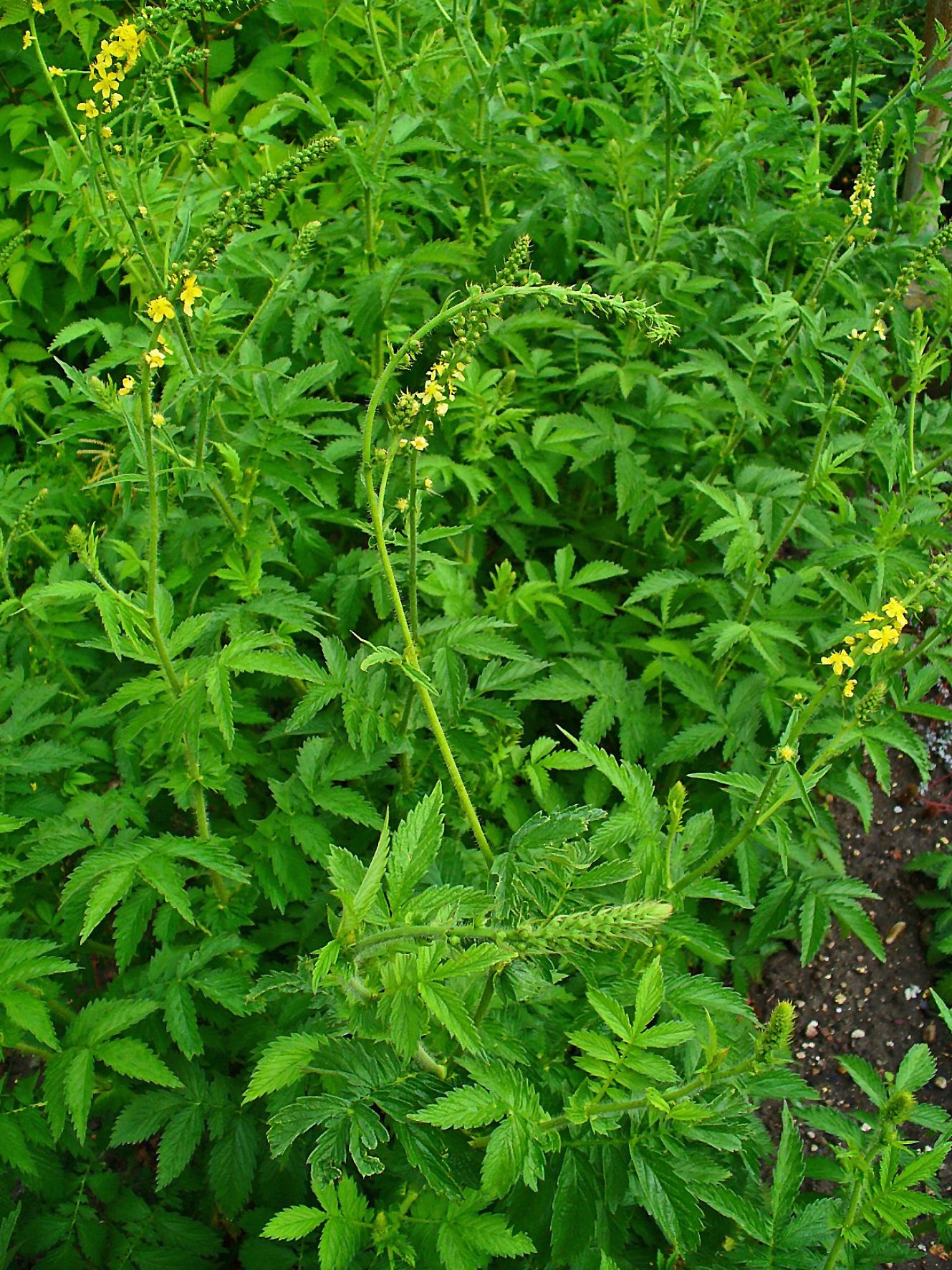
A. procera, plante en entier.

### Port général
A. procera est une plante herbacée vivace, hémicryptophyte mesurant de 50 à 100 centimètres de haut,, et munie d’une souche épaisse. 

### Appareil végétatif
L’appareil végétatif est composé de tiges dressées,, poilues, et ramifiées en hauteur,,. Celles-ci sont munies de grandes feuilles composées-pennées, disposées de façon alterne et dotées chacune d’un pétiole et d’un stipule. Les folioles ont une forme lancéolée,, et un bord denté. Elles sont disposées en 3 à 7 paires avec une foliole terminale. Leur face inférieure est verte et est couverte de fins poils et de nombreuses glandes résineuses odorantes ce qui produit une forte odeur lorsqu’elles sont froissées,,,,.

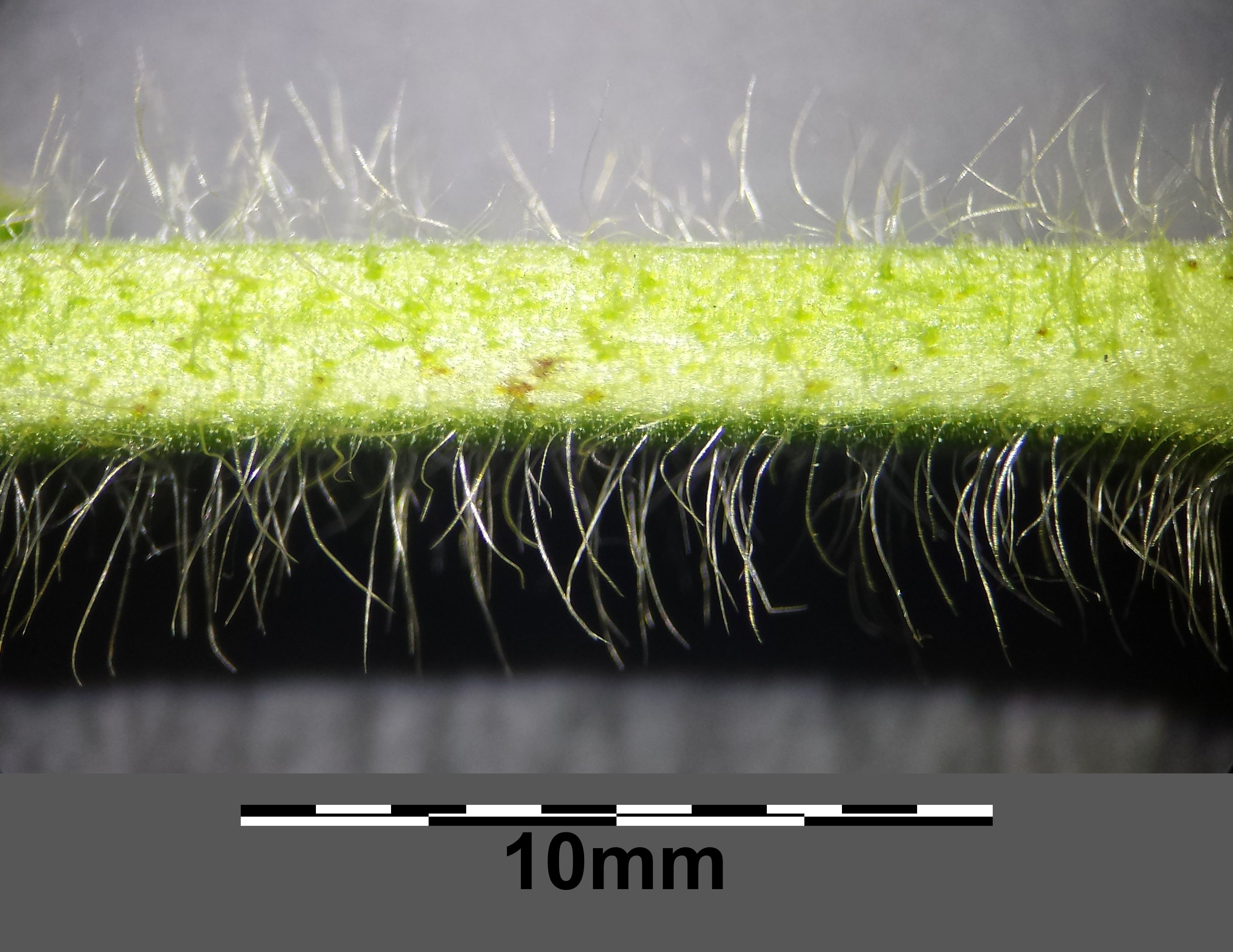
A. procera, tige avec poils.
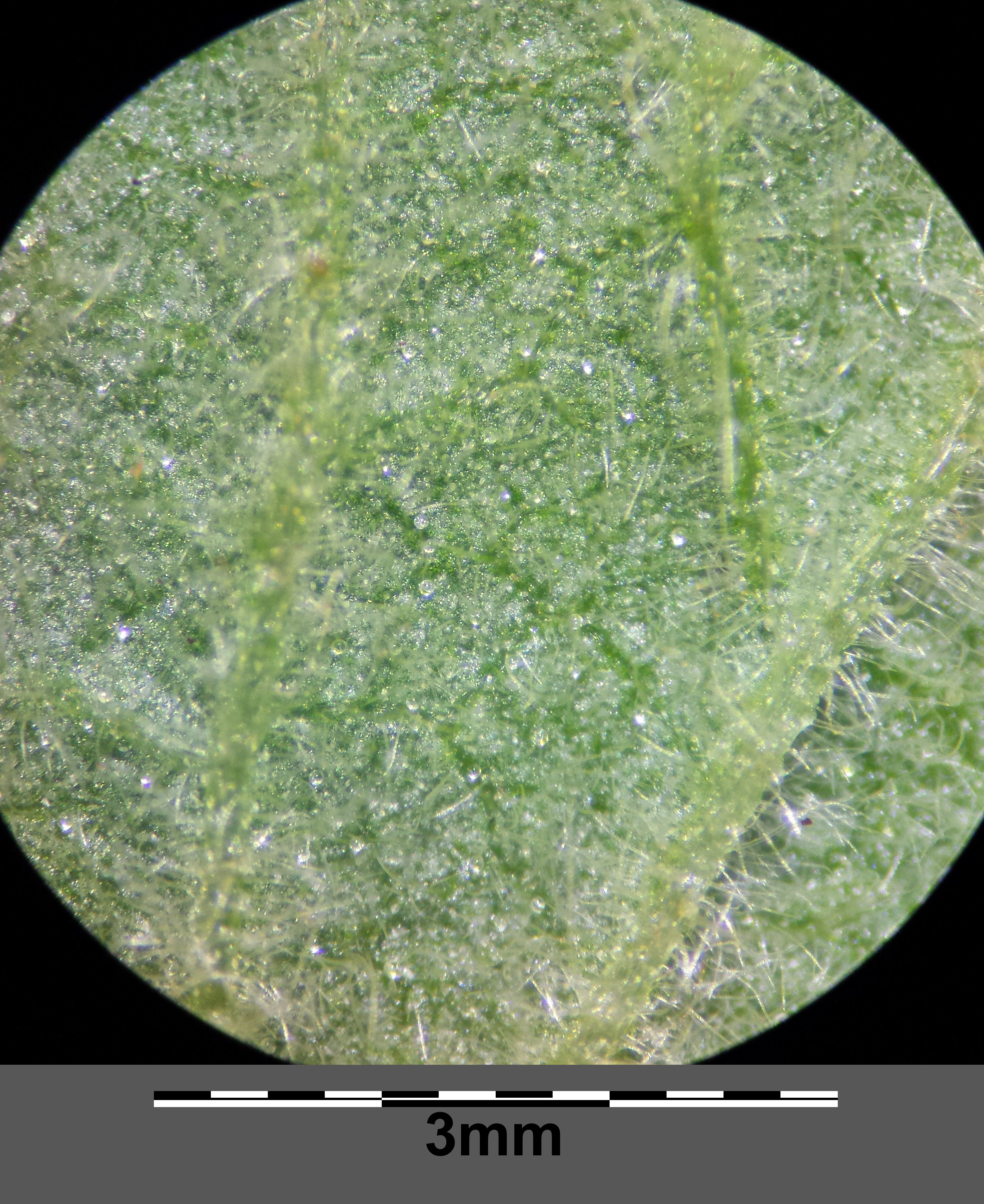
A. procera, face inférieure d'une feuille avec poils et glandes.

### Appareil reproducteur

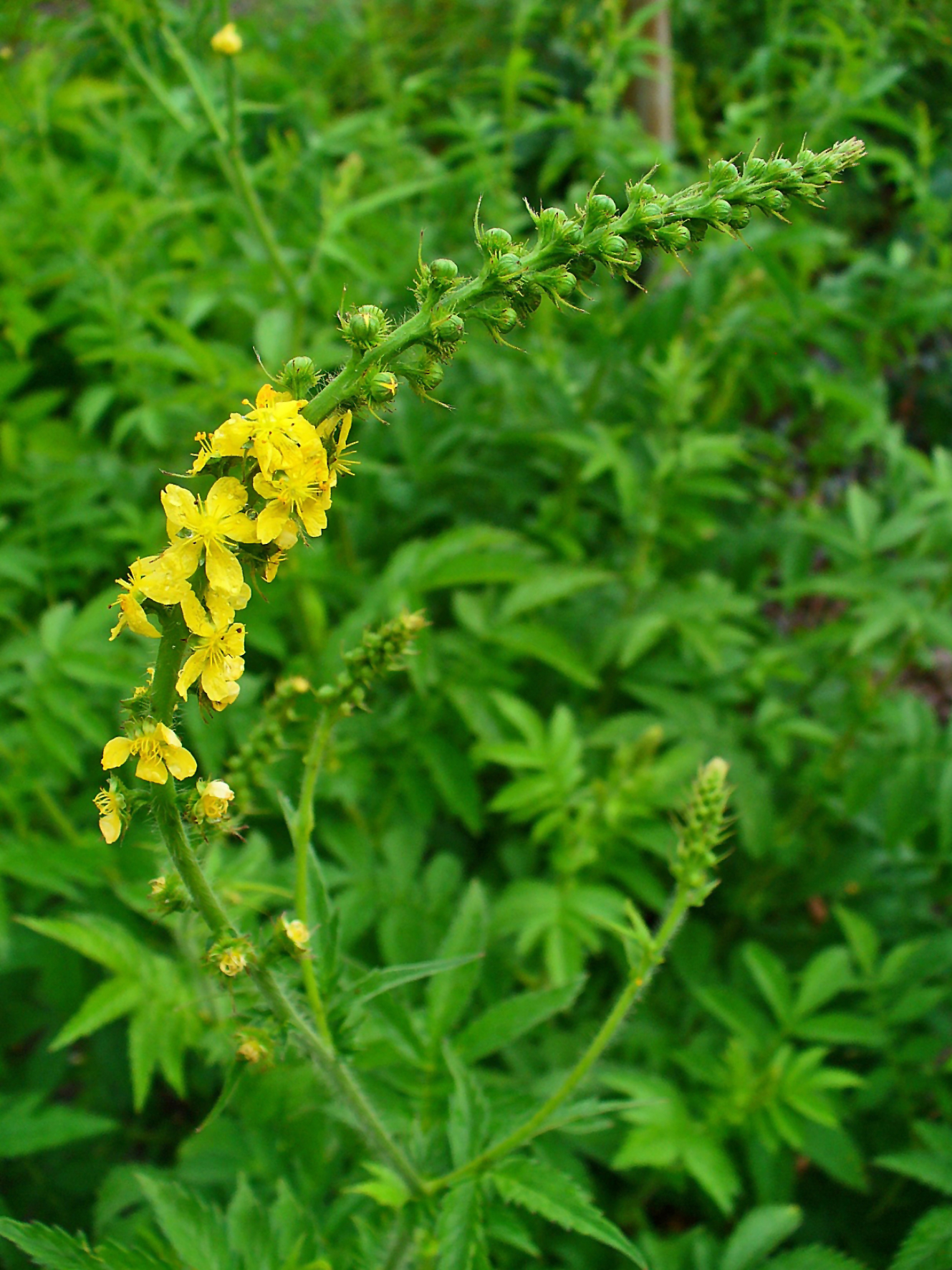
A. procera, inflorescence avec fleurs et fruits.

L’Aigremoine élevée porte des inflorescences allongées en longs épis,,. Ses fleurs sont jaunes, odorantes et actinomorphes. Elles possèdent de petits pédoncules. Elles sont hermaphrodites et sont composées d’une corolle de 5 pétales qui forment un diamètre moyen de 5 à 10 mm, de 12 étamines et de 2 carpelles,,. De plus, elle possède un calice fructifère,,, muni de 5 lobes découpés en hauteur,, et recouvert de soies dont les plus externes sont réfléchies à maturité,,,. Ses fruits sont des akènes avec des poils crochus et des rainures sur le haut. Ils possèdent des pépins d’une taille moyenne de 11 mm.

### Espèce voisine
Une espèce fort semblable est l’Aigremoine eupatoire (Agrimonia eupatoria) qui est une espèce plus courante que l’Aigremoine élevée. On sait les distinguer par le fait que l’Aigremoine eupatoire est de plus petite taille, possède une rosette basale et n’a pas de glandes sur ses folioles. De plus, l’Aigremoine élevée est munie de folioles plus minces avec moins de poils et ses réceptacles fructifères sont plus grands, plus découpés avec moins de rainures et des soies inférieures plus recourbées,. Pour finir, on retrouve généralement l’Aigremoine eupatoire sur des sols calcaires contrairement à l’Aigremoine élevée,.

## Écologie

### Régions d'origine et régions où la plante s'est naturalisée
Elle peut être trouvée en Europe jusqu’au Caucase et en Afrique du Nord,,,. 

### Habitat

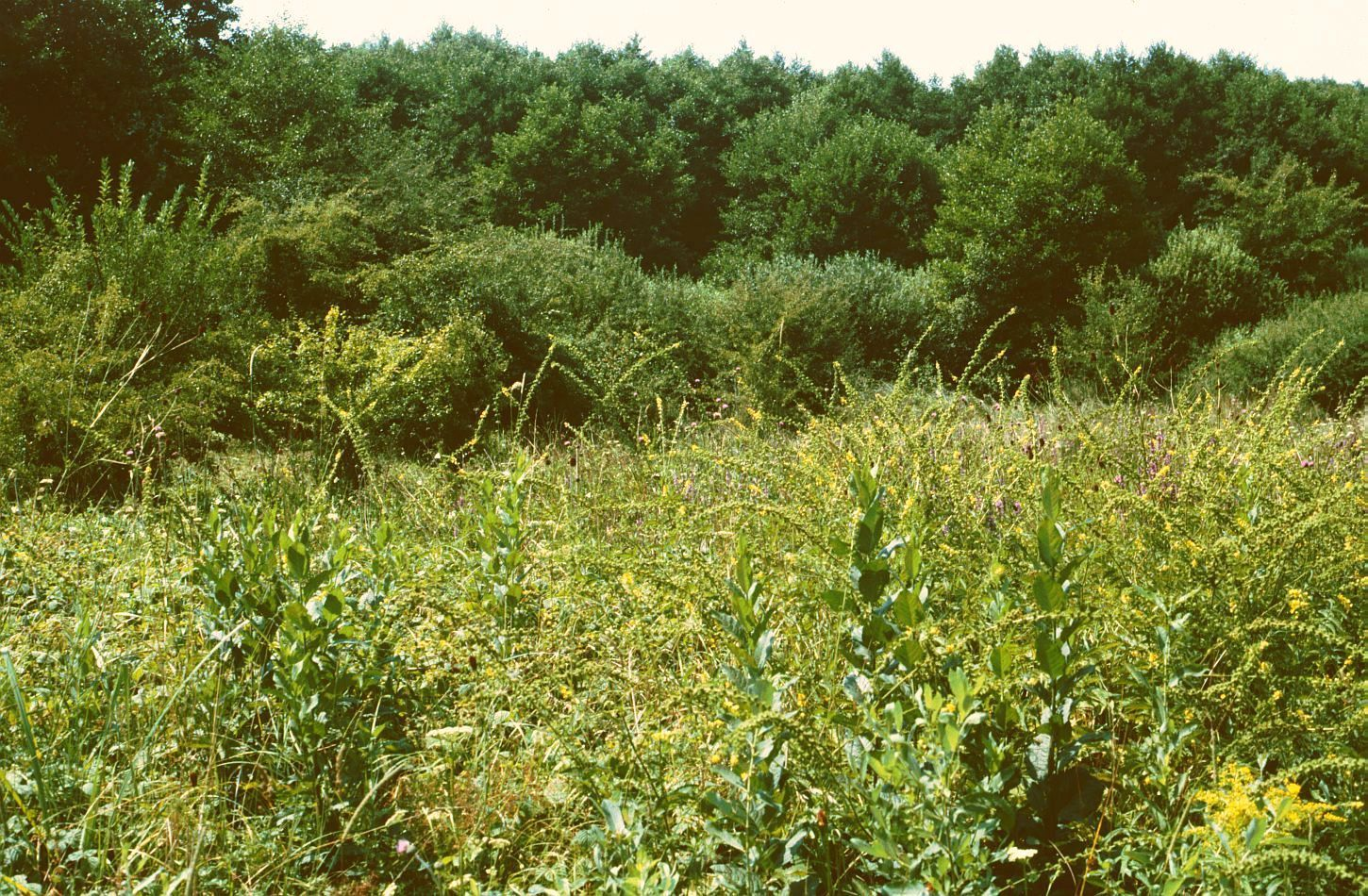
A. procera, habitat.

On la retrouve dans les bois,,,, les haies,, les friches herbeuses,,, les prairies,, les taillis, les pâturages, les ravins mais aussi dans les chemins, les talus ou au niveau de berges. Elle vit dans des milieux ombragés ou semi-ombragés où on retrouve du limon, de l'argile et du schiste au niveau du sol avec un pH modérément acide. Certains auteurs affirment qu’elle vit sur de la marne alors que d’autres disent qu’au contraire elle vit sur des sols qui en sont dépourvus. Elle a besoin d’un endroit avec des ressources d’eau et un mull moyennement ou très abondant en matières nutritives.

### Phytosociologie
Elle peut partager des lisières fraiches avec par exemple, Achillea millefolium, Brachypodium sylvaticum ou bien Dactylis glomerata et des fruticées et des haies avec par exemple, Crataegus monogyna, Ribes uva-crispa ou Rosa canina.

### Cycle de vie
Agrimonia procera réalise sa floraison entre juin et août,. Les fleurs odorantes sont pollinisées par des insectes, mais l’autogamie est également possible.

### Interaction avec d’autres organismes
La pollinisation est accomplie par des insectes ailés et non-ailés. Grâce aux poils crochus des fruits de l’Aigremoine élevée, ceux-ci restent accrochés sur différents animaux entrant en contact avec la plante. Ces animaux lui permettent ainsi de répandre ses fruits.

### Protection
L’Aigremoine odorante est classée par l'UICN comme vulnérable. 
En France, l'espèce est protégée en Aquitaine.
En Suisse, l'espèce figure sur la liste rouge des plantes.

## Propriétés
Agrimonia procera possède de grandes quantités d’agrimoniine, qui est un composé avec plusieurs propriétés médicinales. Il est antibactérien, antioxydant, anti-inflammatoire, antidiabétique ainsi qu’anticancérigène. Il s’agit également d’un inhibiteur de la libération d'histamine, un inhibiteur de la tyrosinase et de la neutrophile élastase. 
En plus, A. procera possède de nombreux flavonoïdes, dont la lutéoline et l’apigénine, possédant également des propriétés médicinales comme des propriétés anti-inflammatoires et anticancérigènes.

## Utilisations
A. procera n’est, en ce moment, pas utilisée par l’homme, or de nombreuses études soulignent son potentiel en tant que plante médicinale et surtout comme source d’agrimoniine,,. Elle pourrait également remplacer les antibiotiques dans les élevages.